# Aífe

Cuadro de Aoife obra de John Duncan

Aífe (Irlandés antiguo), escrito Aoife en irlandés moderno y gaélico escocés, es un personaje del ciclo del Ulster dentro de la mitología irlandesa. Interviene en las sagas Tochmarc Emire ("el cortejo de Emer") y Aided Óenfhir Aífe ("la muerte del único hijo de Aífe"). En Tochmarc Emire vive al este de una tierra llamada Alpi, considerada generalmente como Alba (Escocia), donde está en guerra con una guerrera rival, Scáthach .En Aided Óenfhir Aífe vive en Letha (Armorica )[cita requerida], y es hermana y rival de Scáthach, ambas hijas de Árd-Greimne de Lethra. 

## Apariciones
En Tochmarc Emire, Cú Chulainn, héroe de los Ulaid esta entrenándose con Scáthach en la isla de Skye, cuando comienza una lucha contra Aífe. Scáthach, temiendo por la seguridad de Cú Chulainn, le da una poción somnífera para mantenerlo fuera de la batalla, pero esta poción solo lo deja inconsciente durante una hora, y se une a la lucha. Aífe desafía a Scáthach a un combate singular, y Cú Chulainn lucha como campeón de Scáthach. Antes de la pelea, Cú Chulainn pregunta a Scáthach qué es lo que más ama a Aífe y esta le responde que su carro y sus caballos. Cuando comienza la lucha, Aífe destroza la espada de Cú Chulainn, que grita entonces que el carro y los caballos de Aífe han caído por un acantilado. Cuando Aífe se gira para comprobarlo, él la reduce, la arroja sobre su hombro y se la lleva consigo. Amenaza con cortarle la gargante mientras ella rogaba por su vida y finalmente decide no matarla, con dos condiciones: que cese las hostilidades con Scáthach y le dé un hijo. 
Cuando Cú Chulainn regresa a Irlanda deja a Aífe embarazada. Él le entrega un anillo de oro para que se lo dé al niño, y le dice que cuando tenga siete años debe ir a buscarlo a Irlanda, pero no debe darse a conocer. La historia se retoma en Aided Óenfhir Aífe, cuando el niño, llamado Connla, llega a Irlanda y su precoz destreza alarma a los Ulaid. Como no dice quién es, Cú Chulainn lucha y lo mata.  Tras morir, Cú Chulainn reconoció el anillo y se da cuenta de que había matado a su único hijo. 

## Representación bíblica
El nombre no está relacionado con el nombre bíblico Eva, que se tradujo como Éabha en irlandés, pero debido al parecido fonético, Aife a menudo se ha anglicanizado incorrectamente como Eva o Eve. Aoife MacMurrough (también conocida como Eva de Leinster) fue una noble irlandesa del siglo XII.